# アルバロ・アグアド
アルバロ・アグアド・メンデス（Álvaro Aguado Méndez、1996年5月1日 - ）は、スペイン・アンダルシア州ハエン出身のサッカー選手。RCDエスパニョール所属。ポジションはミッドフィールダー。

## クラブ経歴
ビジャレアルCFやレバンテUDのカンテラを経て2015-16シーズンからオンティニエンテCFでキャリアをスタートさせた。
2017年7月15日、コルドバCFに移籍し、3年契約を結んだ。加入2シーズン目からレギュラーに定着し、2019年1月25日、プリメーラ・ディビシオンに所属していたレアル・バリャドリードに引き抜かれたが、2018-19シーズン終了まではコルドバにレンタルという形で引き続き在籍する。
2020年1月22日、出場機会を得るため2019-20シーズン終了までCDヌマンシアにレンタル移籍をした。翌シーズンの2020-21シーズンはCFフエンラブラダにレンタル移籍。
バリャドリードにレンタルバック後、クラブがセグンダ・ディビシオンに降格したことも影響してポジションを確保すると、2021年9月にはクラブの月間MVPに輝いた。
2023年9月11日、RCDエスパニョールへ移籍し、2年契約を結んだ。